# Utbredd påskrislav
Utbredd påskrislav (Stereocaulon evolutum) är en lavart som beskrevs av Graewe . Utbredd påskrislav ingår i släktet Stereocaulon och familjen Stereocaulaceae.  Arten är reproducerande i Sverige. Inga underarter finns listade i Catalogue of Life.